# Iohexol
Iohexol, vendido bajo el nombre comercial Omnipaque entre otros, es un agente de contraste utilizado durante las radiografías. Esto incluye cuando se visualizan arterias, venas, ventrículos del cerebro, el sistema urinario y las articulaciones, así como durante la tomografía computarizada. Se administra por vía oral, se inyecta en una vena o en una cavidad corporal.
Los efectos secundarios incluyen vómitos, enrojecimiento de la piel, dolor de cabeza, picazón, problemas renales y presión arterial baja. Con menos frecuencia pueden producirse reacciones alérgicas o convulsiones. Las alergias a la povidona yodada o a los mariscos no afecta al riesgo de efectos secundarios más que otras alergias. El uso en la última parte del embarazo puede causar hipotiroidismo en el bebé. Iohexol es un agente de radiocontraste no iónico yodado. Está en la familia de baja osmolaridad.
Iohexol fue aprobado para uso médico en 1985. Está en la Lista de medicamentos esenciales de la Organización Mundial de la Salud, los medicamentos más efectivos y seguros que se necesitan en un sistema de salud. El costo mayorista en el mundo en desarrollo es de aproximadamente US$10,99 por vial de 50 ml. En los Estados Unidos, una dosis cuesta entre US$50 y 100.

## Química
La osmolalidad del iohexol varía desde los 322 mOsm/kg, aproximadamente 1,1 veces la del plasma sanguíneo, hasta 844 mOsm/kg, casi tres veces la de la sangre. A pesar de esta diferencia, el iohexol todavía se considera un agente de contraste de baja osmolalidad; la osmolalidad de los agentes más antiguos, como el diatrizoato, puede ser más del doble de alta.

## Sociedad y cultura

### Nombres
Se vende bajo las marcas Omnipaque y Hexopaque. También se vende como un medio de gradiente de densidad con los nombres Accudenz, Histodenz y Nycodenz.

### Formulaciones
Está disponible en varias concentraciones, de 140 a 350 miligramos de yodo por mililitro.